# مخدرات مصممة
المخدرات المصممة هي نظائر هيكلية أو وظيفية للمواد المخدرة الخاضعة للرقابة، صُممت لمحاكاة التأثيرات الفارماكولوجية للمخدر الأصلي، مع تجنب تصنيفها مخدرات غير قانونية و/أو اكتشافها في اختبارات المخدرات القياسية. تشمل المخدرات المصممة المواد النفسية النشطة التي حددها الاتحاد الأوروبي وأستراليا ونيوزيلندا بوصفها مواد نفسية نشطة جديدة(NPS) ، إضافةً إلى نظائر للمخدرات المحسنة للأداء مثل الستيرويدات المصممة.
تُصنع بعض هذه المخدرات المصممة بواسطة الباحثين الأكاديميين أو الصناعيين في محاولة لاكتشاف مشتقات أقوى مع آثار جانبية أقل وفترة تأثير أقصر -وربما أيضًا لأن من الأسهل التقدم للحصول على براءات اختراع لجزيئات جديدة- ومن ثم استغلالها لاحقًا للاستخدام الترفيهي. حُضرت بعض المخدرات المصممة لأول مرة في مختبرات سرية. نظرًا إلى أن فعالية وسلامة هذه المواد لم تُقيم بشكل شامل في تجارب حيوانية وبشرية، قد يؤدي استخدام بعضها إلى آثار جانبية غير متوقعة.
قد يُعد تطوير المخدرات المصممة فرعًا من تصميم الأدوية. إذ تُستكشف التعديلات على الأدوية النشطة المعروفة -مثل النظائر الهيكلية، والإيزوميرات الفراغية، والمشتقات- ما يؤدي إلى إنتاج أدوية قد تختلف اختلافًا كبير في التأثيرات عن الأدوية الأصلية لها، مثل إظهار زيادة في القوة أو تقليل الآثار الجانبية. في بعض الحالات، قد تكون للمخدرات المصممة تأثيرات مشابهة لأدوية معروفة أخرى، لكنها تحتوي على هياكل كيميائية مختلفة تمامًا، مثل JWH-018 مقابل THC . مع أن هذا المصطلح واسع جدًا ويمكن تطبيقه على تقريبًا كل دواء صناعي، فإنه غالبًا ما يُستخدم للإشارة إلى المخدرات الترفيهية الاصطناعية، وأحيانًا حتى تلك التي لم تُصمم على الإطلاق، مثل (LSD) الذي اكتُشفت تأثيراته النفسية بالصدفة.
في بعض السلطات القضائية، يُعد تداول المخدرات التي تشبه في هيكلها المخدرات المحظورة غير قانوني، بصرف النظر عن الوضع القانوني لذلك المخدر، أو حتى إذا كانت النظير الهيكلي لها يمتلك تأثيرات فارماكولوجية مشابهة أم لا. في سلطات قضائية أخرى، يكون تداولها في منطقة رمادية قانونيًا، ما يجعلها سلعًا في السوق الرمادية. قد يكون لبعض السلطات القضائية قوانين تحظر المخدرات التي تشبه في هيكلها المخدرات المحظورة الأخرى، في حين قد تُحظر بعض المخدرات المصممة بصرف النظر عن الوضع القانوني للأدوية الهيكلية المماثلة. في كلا الحالتين، قد تُتداول في السوق السوداء.

## التاريخ

### الولايات المتحدة

#### العشرينيات - الثلاثينيات
بعد مرور اتفاقية الأفيون الدولية الثانية عام 1925، التي حظرت خصوصًا المورفين وإستر المورفين دياستيل، بدأ تصنيع وبيع عدد من الإسترات البديلة للمورفين بسرعة. كان أبرز هذه الإسترات هو ديبينزويلمورفين وأستيلبروبينيالمورفين، التي لها تأثيرات مشابهة تقريبًا للهيروين ولكنها لم تكن مغطاة باتفاقية الأفيون. أدى ذلك إلى قيام لجنة الصحة في عصبة الأمم بتمرير عدة قرارات لمحاولة وضع هذه المخدرات الجديدة تحت السيطرة، ما أدى في النهاية عام 1930 إلى أولى بنود النظائر التي وسعت السيطرة القانونية لتشمل جميع إسترات المورفين والأوكسيكودون والهيدرو مورفون. مثال آخر مبكر على ما يمكن تسميته بشكل فضفاض استخدام المخدرات المصممة، كان خلال فترة الحظر في الثلاثينيات، عندما بيع الإيثر ثنائي الإيثيل واستُخدم بديلًا للمشروبات الكحولية غير القانونية في عدد من البلدان.

#### الستينيات والسبعينيات
خلال الستينيات والسبعينيات، قُدم عدد من المهلوسات الاصطناعية الجديدة، مع مثال بارز على ذلك بيع أقراص قوية من (DOM) في سان فرانسيسكو عام 1967. كان من الصعب جدًا ملاحقة الأشخاص بسبب نظائر المخدرات في هذا الوقت، إذ أضيفت المركبات الجديدة إلى الجداول المخدرة واحدة تلو الأخرى عندما أصبحت مشكلة. واحدة من القضايا القضائية البارزة من هذه الفترة كانت عام 1973، عندما تمت مقاضاة تيم سكولي ونيكولاس ساند لصنعهما الأسيتيل أميد لمخدر (LSD)، المعروف باسم (ALD-52). آنذاك لم يكن (ALD-52) مخدرًا خاضعًا للرقابة، لكنهم أُدينوا على أساس أنه من أجل تصنيع (ALD-52)، كان يجب أن يكونا بحوزتهما (LSD)، وهو غير قانوني. شهدت أواخر الستينيات إدخال العديد من نظائر الفينسيكليدين (PCP) إلى السوق غير القانونية، إذ اكتُشف إتيكليدين (PCE) أول مرة عام 1969.

#### الثمانينيات - أوائل التسعينيات
استُخدم مصطلح (المخدرات المصممة) في الثمانينيات للإشارة إلى مجموعة متنوعة من الأدوية الاصطناعية الأفيونية، المعتمدة أساسًا على جزيء الفينتانيل (مثل α-methylfentanyl). اكتسب المصطلح شهرة واسعة عندما شهدت مادة MDMA (الإكستاسي) طفرة في شعبيتها في منتصف الثمانينيات. عندما استُخدم المصطلح في الثمانينيات، كانت مجموعة واسعة من المخدرات تُباع في السوق السوداء مثل الهيروين. كانت العديد منها تعتمد على الفينتانيل أو الميبيريدين. عُثر في بعض الحالات على مادة MPPP تحتوي على شوائب تسمى MPTP، التي تسبب تلفًا دماغيًا قد يؤدي إلى متلازمة مشابهة لمرض باركنسون في مراحله المتأخرة، من جرعة واحدة فقط. مشكلات أخرى تتعلق بنظائر الفينتانيل شديدة القوة التي سببت العديد من حالات الجرعات الزائدة العرضية.
نظرًا إلى أن الحكومة كانت عاجزة عن مقاضاة الأشخاص بسبب هذه المخدرات حتى بعد تسويقها بنجاح، مُررت قوانين تمنح إدارة مكافحة المخدرات (DEA) سلطة وضع المواد الكيميائية في الجداول المخدرة بشكل طارئ لمدة عام، مع إمكانية تمديد هذه الفترة ستة أشهر إضافية، في حين تُجمع الأدلة لتبرير التصنيف الدائم، إضافةً إلى القوانين المتعلقة بالنظائر التي ذُكرت سابقًا. استُخدمت سلطة التصنيف الطارئ أول مرة مع MDMA. في هذه الحالة، صنفت إدارة مكافحة المخدرات MDMA مخدرًا من الفئة الأولى واحتفظت بهذا التصنيف بعد المراجعة، مع أن قاضيهم الخاص قرر أن MDMA يجب أن يُصنف ضمن الفئة الثالثة استنادًا إلى استخداماته المثبتة في الطب. منذ ذلك الحين، استُخدمت سلطة التصنيف الطارئ لمجموعة متنوعة من الأدوية الأخرى متضمنةً 2C-B، AMT، وBZP. عام 2004، أصبح دواء TFMPP الذي يحتوي على البيبيرازين، أول دواء يُصنف طارئًا، ليُرفض تصنيفه الدائم ويعودإلى الوضع القانوني.
شهدت أواخر الثمانينيات وأوائل التسعينيات أيضًا عودة ظهور الميثامفيتامين في الولايات المتحدة مشكلةً صحية عامة واسعة النطاق، ما أدى إلى زيادة الضوابط على المواد الكيميائية الأولية في محاولة للحد من التصنيع المحلي للمخدر. أدى ذلك إلى ظهور عدة أدوية منشطة بديلة، كان أبرزها الميثاكاثينون و 4-ميثيلأمينوريكس، ورغم جذبها اهتمامًا كافيًا من السلطات لتحفيز تصنيف قانوني لهذه المركبات، فإن توزيعها كان محدود النطاق نسبيًا، واستمر الميثامفيتامين في الهيمنة على سوق المنشطات الاصطناعية غير القانونية بشكل عام.

#### أواخر التسعينيات - حتى 2004
في أواخر التسعينيات وأوائل الألفية الجديدة، حدث انفجار هائل في المخدرات المصممة المباعة عبر الإنترنت. استُخدم مصطلح (المواد الكيميائية البحثية) من قبل بعض المسوقين للمخدرات المصممة (لا سيما المخدرات النفسية في عائلة التريبتامين والفينيثيلامين). كانت الفكرة هي أنه ببيع المواد الكيميائية على أنها لأغراض البحث العلمي بدلًا من الاستهلاك البشري، سيُتجنب بند النية في قوانين المخدرات النظيرة في الولايات المتحدة.